# Superpuchar Polski 1989
La 4ª edizione della Supercoppa di Polonia  si è svolta L'8 luglio 1989. Allo Stadion OSiR di Zamość si scontrano il Ruch Chorzów, vincitore del campionato e il Legia Varsavia, vincitore della coppa nazionale.
A vincere il trofeo è stato il Legia Varsavia.

## Tabellino
| Arbitro: | Orłowski |

|  |           |                                             |
|  | Marcatori | 22’ (aut.) Szuster 37’ Wdowczyk 62’ Kosecki |